# Selela
Selela è una circoscrizione rurale (rural ward) della Tanzania situata nel distretto di Monduli, regione di Arusha. Conta una popolazione di 8 703 abitanti (censimento 2012).